# Universidad de Ciencia y Tecnología de Macao

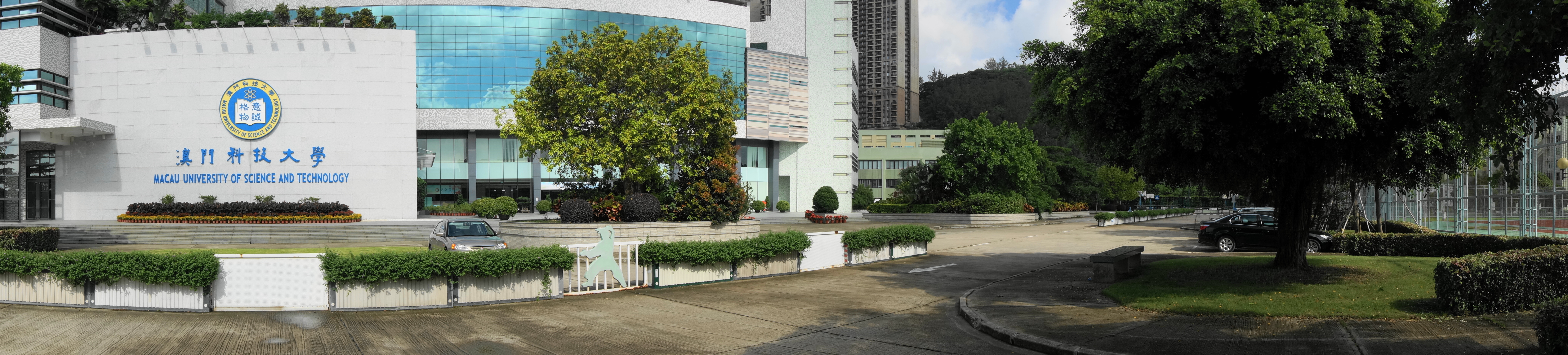
Campus de la Universidad de Ciencia y Tecnología de Macao

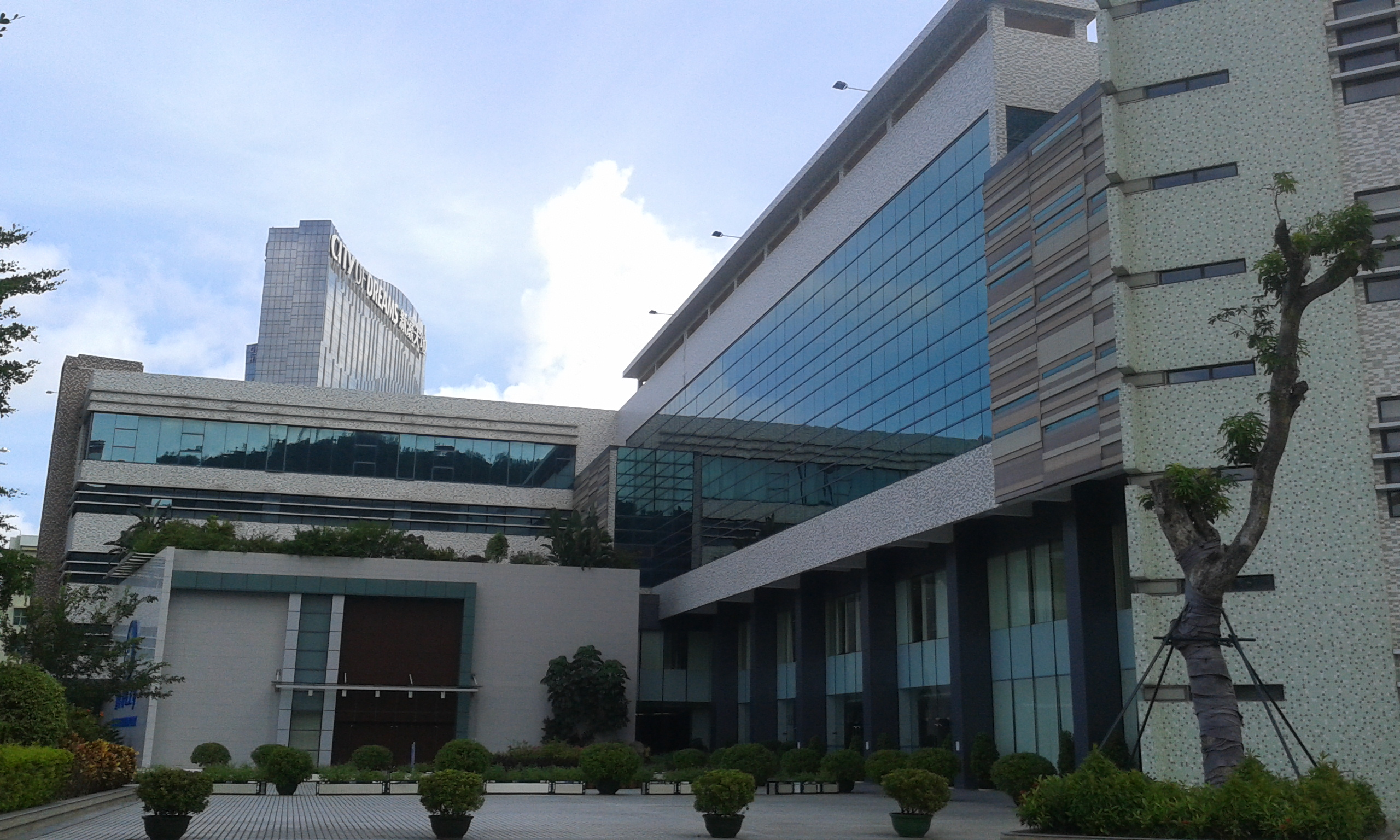
Edificio de la Biblioteca de la Universidad de Ciencia y Tecnología de Macao

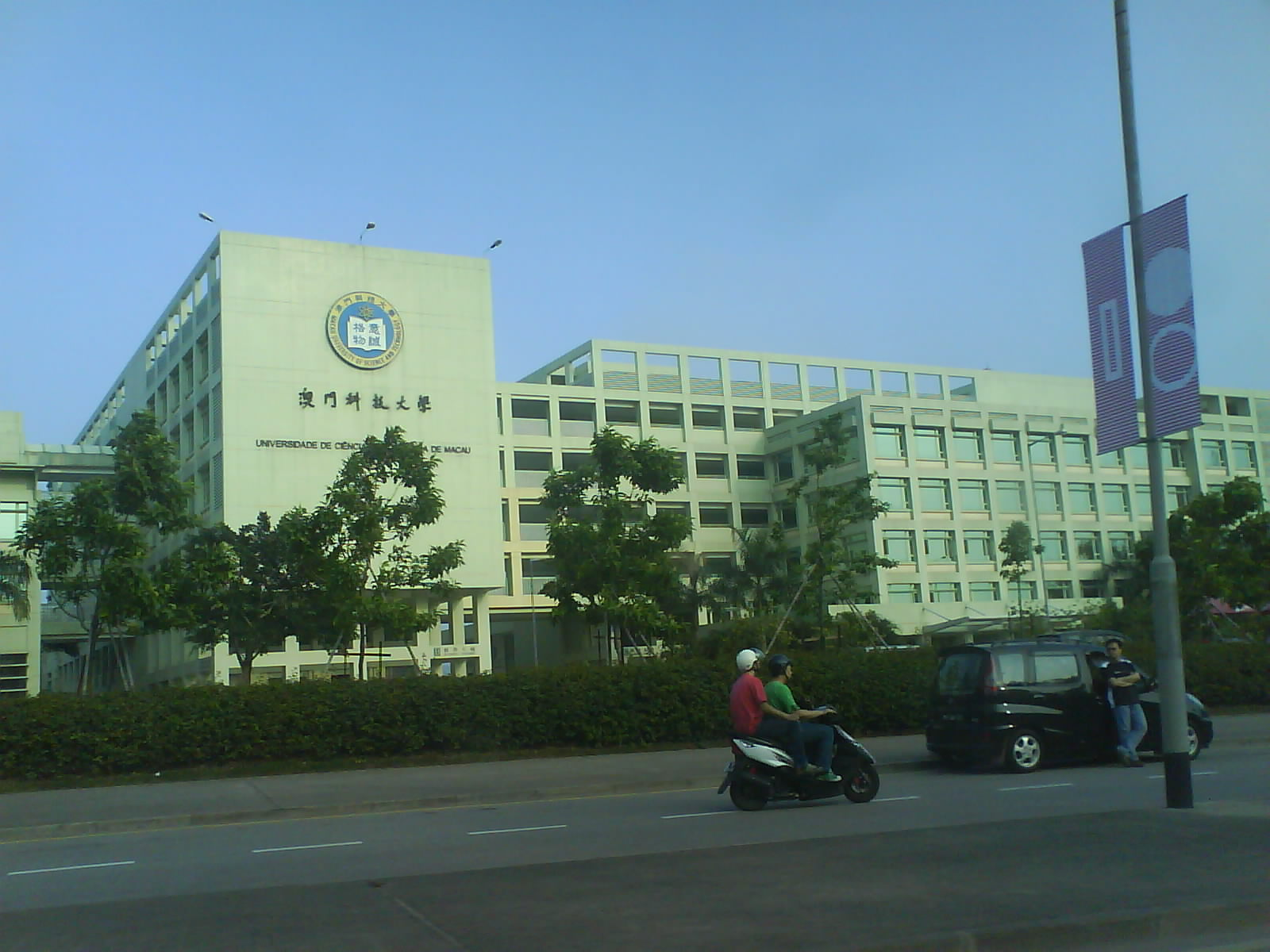
Universidad de Ciencia y Tecnología de Macao

La Universidad de Ciencia y Tecnología de Macao (MUST) es una universidad privada en Taipa, Macao, en China.
Fundada en 2000, la universidad ha sido reconocida por la Oficina de Educación y Desarrollo Juvenil de Macao. Ofrece cursos impartidos en inglés, chino, portugués y español. A partir de septiembre de 2023, hay más de 21.000 estudiantes estudiando en la universidad, incluidos aproximadamente 8.500 estudiantes de maestría y doctorado y 13.000 estudiantes de pregrado.
El Ministerio de Ciencia y Tecnología de China autorizó a la universidad a usar los nombres de "Laboratorio Estatal Clave de Investigación de Calidad en Medicina China" y "Laboratorio Estatal Clave de Ciencias Lunares y Planetarias" para designar sus dos laboratorios. En el Times Higher Education World University Rankings de 2024, la universidad se sitúa en la posición 251-300.

## Historia
La Universidad de Ciencia y Tecnología de Macao se fundó en 2000 en Taipa con un campus de 210.000 m2.

## Unidades académicas
- Facultad de Ingeniería de Innovación [4]

La Facultad de Tecnología de la Información (FI) se fundó en el año 2000 como una de las cuatro facultades iniciales de MUST. Desde 2005, los miembros de la facultad han llevado a cabo numerosos proyectos de investigación, con varios aún en curso, todos ellos financiados por el Fondo de Desarrollo de Ciencia y Tecnología de Macao. Las áreas de investigación abarcan gráficos y visualización por computadora, redes y comunicaciones informáticas, tecnología de apoyo a la toma de decisiones y la ingeniería del conocimiento.
La facultad imparte programas académicos, incluyendo Licenciaturas en Tecnología Informática y Aplicaciones, Tecnología de Información Electrónica y Tecnología de Software y Aplicaciones, además de Maestrías y Doctorados en áreas como Tecnología Informática y Aplicaciones, Tecnología de Información Electrónica y Tecnología de Información Espacial. En marzo de 2022, la facultad adoptó un nuevo nombre, pasando a llamarse Facultad de Ingeniería de la Innovación (FIE).
- Escuela de Negocios [5]

La Escuela de Negocios (MSB) fue fundada en el año 2000 como una de las cuatro facultades originales de la Universidad de Ciencia y Tecnología de Macao. La MSB está compuesta por tres departamentos: el Departamento de Finanzas y Contabilidad, el Departamento de Gestión y el Departamento de Ciencias de la Decisión.
- Facultad de Derecho [6]

La Facultad de Derecho fue fundada en marzo de 2000 y ha establecido tanto el Centro de Investigación sobre Arbitraje y Resolución de Disputas como el Centro de Práctica y Educación Jurídica. La facultad ofrece una amplia gama de programas de grado, que incluyen la Licenciatura en Derecho (LLB), Maestría en Derecho, Maestría en Jurisprudencia, Maestría en Derecho con especialización en Justicia Penal, Maestría en Derecho Económico y Comercial Internacional, Maestría en Arbitraje Internacional y el Doctorado en Derecho (Ph.D.) con nueve áreas de especialización.
- Facultad de Medicina China [7]

La Facultad de Medicina China (FC), fundada en 2000, es actualmente la única institución de educación superior en Macao que ofrece un currículo completo en Medicina China. La facultad ofrece diversos programas académicos, que incluyen licenciaturas en Medicina Tradicional China y Farmacia en Medicina China, así como maestrías y doctorados en Medicina Tradicional China, Medicina China, y Medicina Integrada Tradicional China y Occidental, además de estaciones de investigación postdoctoral.
- Facultad de Dirección de Empresas Turísticas y Hoteleras [8]

La Facultad de Gestión Hotelera y Turística (FHTM), anteriormente llamada Facultad de Turismo Internacional, se fundó en 2003.
- Facultad de Humanidades y Artes [9]

La Facultad de Humanidades y Artes es la tercera facultad más grande de la universidad. Ofrece la Licenciatura en Periodismo y Comunicación (BAJC) y la Licenciatura en Diseño de Arte (BAAD), así como el Doctorado en Filosofía de la Comunicación, el Doctorado en Filosofía del Diseño y la Maestría en Artes en Comunicación, además de la Maestría en Diseño.
- Facultad de Medicina [10]

En marzo de 2019, la Facultad de Ciencias de la Salud cambió su nombre a Facultad de Medicina. Esta facultad de Macao es la única que ofrece la Licenciatura en Medicina y Licenciatura en Cirugía. También ha establecido el Centro de Educación Médica y de Salud Continua, el cual ofrece una variedad de cursos de formación.
- Facultad de Farmacia [11]

La Facultad de Farmacia es una unidad educativa dedicada a la farmacia. Su objetivo es formar a los futuros profesionales farmacéuticos de Macao, fortalecer las capacidades de investigación y desarrollo de medicamentos en la región, y proporcionar nuevas oportunidades para el desarrollo de talentos farmacéuticos líderes, tanto para China como para el resto del mundo.
- Colegio Universitario Internacional [12]

El University International College (UIC) fue fundado en 2010 y se enfoca en ofrecer programas de grado y otros programas no relacionados con un título académico. Actualmente, ofrece una Maestría en Enseñanza de Chino como Lengua Extranjera, así como cursos de formación corta relacionados con el idioma chino (mandarín) y un curso de preparación para el examen IELTS.
- Departamento de Educación General [13]

El Departamento de Educación General (DGE) ofrece seis programas de estudios generales: chino, inglés, matemáticas, educación general, educación física y un programa preuniversitario. El DGE proporciona cursos de alta calidad en estudios generales, respaldando todo el programa de pregrado de la Universidad de Ciencia y Tecnología de Macao.
- Escuela de Artes Liberales [14]

La Escuela de Artes Liberales (SLA), anteriormente conocida como Escuela de Estudios Continuos, fue establecida en 2003 y renombrada en septiembre de 2020.

## Campus
El campus cuenta con tiendas de conveniencia, centros bancarios, un restaurante para estudiantes, un restaurante para profesores, cafetería, tienda de computadoras, centro de desarrollo físico, un estadio de atletismo de nivel olímpico, un gimnasio, un estadio cubierto y canchas de tenis. Además, el Hospital Universitario se encuentra dentro del campus.
El Bloque K alberga la Escuela Internacional de Macao.

### Biblioteca
La Biblioteca de la Universidad de Ciencia y Tecnología de Macao fue fundada en 2000, junto con la universidad. Actualmente, la biblioteca cuenta con una colección de más de 9 millones de artículos, incluyendo 1,7 millones de libros (incluidos libros electrónicos), 80.000 revistas (entre ellas, revistas electrónicas de texto completo), 1.800 periódicos, 6 millones de disertaciones digitales y más de 300 bases de datos electrónicas.
Desde 2013, la biblioteca universitaria está llevando a cabo un proyecto a largo plazo llamado Mapeo Global de Macao (GMOM). El objetivo del proyecto es crear una colección especial de mapas, atlas, planos, gráficos, paisajes, dibujos, entre otros (ya sea por compra o fax), con un enfoque particular en Macao. El proyecto tiene tres metas principales: expandir la historia global de Macao como área de investigación, desarrollar una colección especial de mapas sobre Macao y proporcionar una base de datos de mapas de Macao para la investigación y la educación pública.
Por ello, la biblioteca universitaria ha estado formando protocolos con importantes bibliotecas internacionales como la Biblioteca Apostólica Vaticana, la Biblioteca Bodleian, la Universidad de Harvard, la Biblioteca del Congreso, entre otras, y buscando que la lista siga creciendo.

### Residencia de estudiantes
La universidad tiene cinco dormitorios.

### Restaurante para estudiantes
El restaurante Food Connection se encuentra en la planta baja del Bloque E Activity Centre y tiene capacidad para 250 personas. El Food Studio está ubicado en el primer nivel del Bloque O Academic Building y ofrece más de 500 asientos. El Café se encuentra en el vestíbulo del Edificio Académico Bloque C.

### Servicio médico
El servicio médico de MUST está completamente respaldado por el Hospital Universitario, que se encuentra dentro del campus.

## Investigación

### Laboratorios clave del estado
- Laboratorio Estatal Clave de Investigación de Calidad en Medicina China

El 25 de enero de 2011, el Ministerio de Ciencia y Tecnología de China aprobó la solicitud de la universidad para utilizar el nombre de Laboratorio Estatal Clave de Investigación de Calidad en Medicina China.
- Laboratorio Estatal Clave de Ciencias Lunares y Planetarias

El 8 de octubre de 2018, el Ministerio de Ciencia y Tecnología de China aprobó la solicitud de la universidad para utilizar el nombre de Laboratorio Estatal Clave de Ciencias Lunares y Planetarias.

### Laboratorios conjuntos
- Centro de Investigación de Medios de Comunicación de Macao (socio con la Universidad de Fudan )
- Centro de Investigación para el Desarrollo Oceánico de Macao (en colaboración con la Universidad Oceánica de China )
- Centro de Estudios de Derechos de Propiedad Intelectual de Macao (en colaboración con la Universidad de Economía y Derecho de Zhongnan )
- Laboratorio conjunto para la investigación traslacional del cáncer en medicina china (en colaboración con la Universidad de Medicina China de Guangzhou )[cita requerida]

### Laboratorio del premio Nobel
- Laboratorio de Biofísica de Medicina China del Dr. Neher [21][22]

El "Laboratorio Biofísico de Medicina China", el primer laboratorio de Macao galardonado con el Premio Nobel, proporciona una plataforma innovadora para investigar enfermedades cardiovasculares, trastornos neurológicos y afecciones relacionadas con el sistema inmunológico, empleando las últimas técnicas de biofísica. Su objetivo principal es esclarecer los mecanismos moleculares y celulares en el complejo sistema de la Medicina Tradicional China.

### Otros
- Instituto de Ciencias Espaciales / Laboratorio de Ciencias Lunares y Planetarias [23]

El "Laboratorio Biofísico de Medicina China", el primer laboratorio de Macao galardonado con el Premio Nobel, proporciona una plataforma innovadora para investigar enfermedades cardiovasculares, trastornos neurológicos y afecciones relacionadas con el sistema inmunológico, empleando las últimas técnicas de biofísica. Su objetivo principal es esclarecer los mecanismos moleculares y celulares en el complejo sistema de la Medicina Tradicional China.
- Instituto de Investigaciones Sociales y Culturales

El Instituto de Investigación Social y Cultural (ISCR) se estableció en diciembre de 2010 y es un instituto de investigación clave en la Universidad de Ciencia y Tecnología de Macao.
- Instituto de Investigación Medioambiental de Macao

El Instituto de Investigación Ambiental de Macao (MERI) se estableció en septiembre de 2015 y es uno de los institutos de investigación clave de la Universidad de Ciencia y Tecnología de Macao.
- Instituto de Ciudades Inteligentes de Macao

El Instituto de Ciudades Inteligentes de Macao fue oficialmente creado el 26 de septiembre de 2016 por la Universidad de Ciencia y Tecnología de Macao, con el objetivo de ofrecer una plataforma coordinada para promover a Macao como una ciudad inteligente.
- Academia de Cine

La Academia de Cine se fundó en 2015 como el primer instituto dedicado a la investigación y enseñanza de las artes cinematográficas en Macao. Esta academia estaba bajo la dependencia de la Facultad de Humanidades y Artes, con el objetivo de crear una plataforma internacional para la “comunicación, investigación y servicio”.
- Instituto de Investigación Aplicada en Medicina y Salud de Macao
- La Institución para el Desarrollo Sostenible
- Instituto de Ingeniería de Sistemas de Macao
- Academia de Investigación Económica de Medicina China de Macao
- Instituto de Arquitectura y Urbanismo de Macao
- Centro de investigación e innovación financiera de Macao
- Centro de Investigación sobre Arbitraje y Resolución Alternativa de Disputas
- Centro de investigación de Macao para la normalización internacional de la medicina china
- Centro de investigación de medios de comunicación de Macao

Clasificación de MUST
- 251-300 en el ranking mundial de universidades de Times Higher Education 2024
- 35 en el ranking de universidades asiáticas de Times Higher Education 2023 [24]
- 401-500 en el Ranking Académico de Universidades del Mundo 2023
- 505 en el QS World University Rankings 2024 [25]
- 182 en el QS Asian University Rankings 2024 [26]
- 17 en el Ranking de las Mejores Universidades de la Gran China (China continental, Taiwán, Hong Kong y Macao) 2020 - Ranking Académico de Shanghai Ranking [27]

## Fundación
La Fundación de la Universidad de Ciencia y Tecnología de Macao (Fundación MUST) es una organización sin fines de lucro reconocida como entidad legal de interés público por el Gobierno de Macao. Sus objetivos incluyen el desarrollo de talentos humanos, la promoción de la investigación académica, la facilitación de intercambios culturales y el fomento del progreso social mediante la excelencia en la enseñanza, la investigación y los servicios comunitarios.
La estructura organizativa de la fundación está formada por un Patronato, un Consejo Ejecutivo y un Consejo de Control. Los miembros de cada uno de estos órganos constituidos proceden de las élites de los círculos políticos, empresariales y/o profesionales de Macao. La fundación supervisa las siguientes tres instituciones distintivas:
- Universidad de Ciencia y Tecnología de Macao
- Hospital Universitario
- La Escuela Internacional de Macao
- Instituto de Tecnología y Aplicaciones Espaciales de Macao (Mista)